# 腓特烈大帝騎馬像

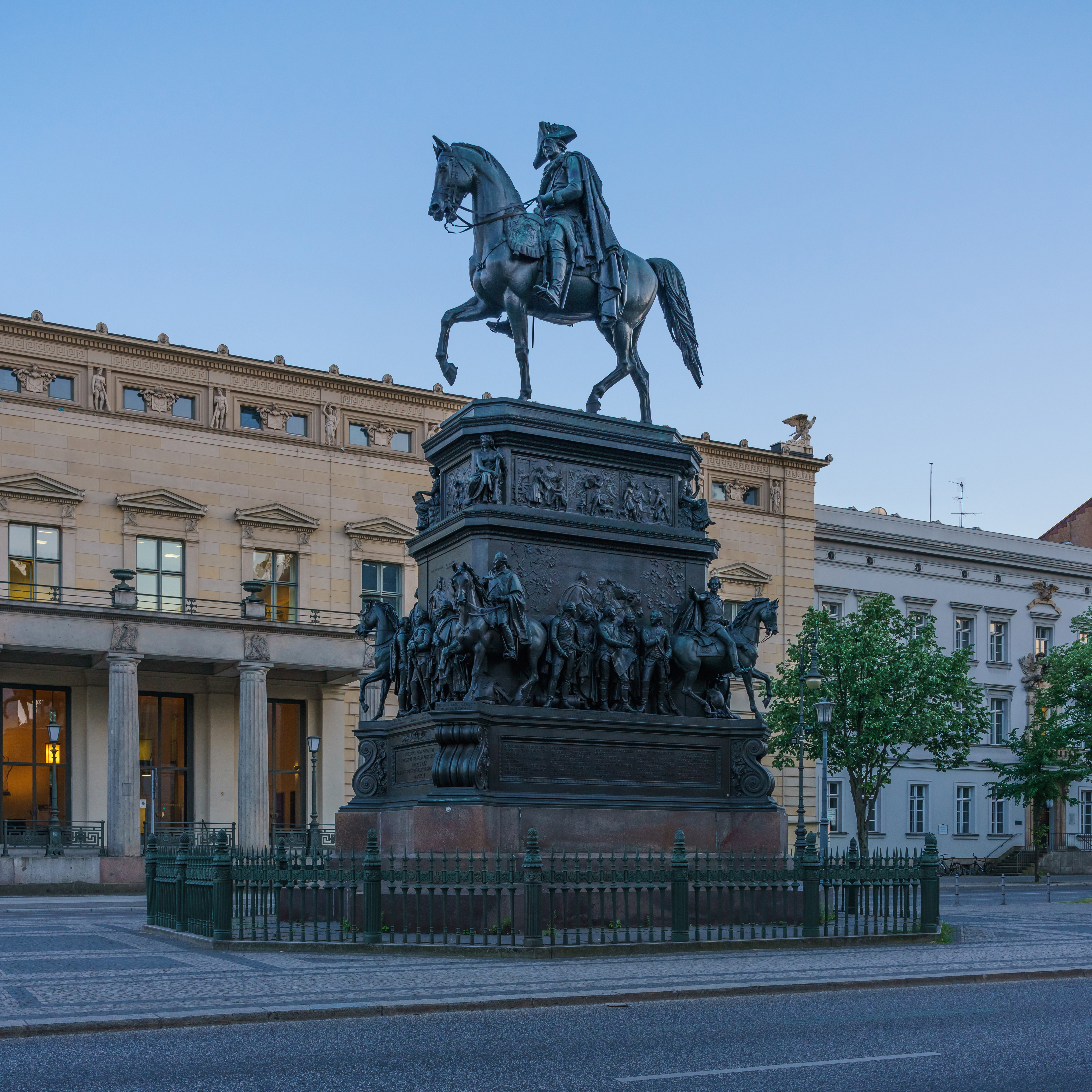

腓特烈大帝騎馬像（Equestrian statue of Frederick the Great）是位於德國柏林菩提樹下大街的一座雕像，紀念腓特烈二世。這座雕像製作於1839年至1851年。1950年，這座雕像被東德當局拆除。1963年，雕像得到復建。1980年移回原址。